# Шаумбург-Липе
Шаумбург-Липе (на немски: Schaumburg-Lippe) е немска самостоятелна държава (графство, княжество и република) в днешна Долна Саксония, Германия от 1647 до 1946 г.

## История
Създава се през 1647 г. след смъртта на младия и още бездетен граф Ото V фон Шаумбург (умира на 15 ноември 1640), последният мъжки представител на неговия род. Графството Шаумбург е разделено между Брауншвайг-Люнебург, ландграфство Хесен-Касел и графовете на Липе.
Столицата на Шаумбург-Липе е Бюкебург и се управлява до 1918 г. от князете на фамилията Шаумбург-Липе. Неговата територия има площ от 340 км² и 48 046 жители (1925 г.).
През 1807 г. управлението поема граф Георг Вилхелм (1784 – 1860) и чрез влизането му в Рейнския съюз той е издигнат на княз на 18 април 1807 г. През 1815 г. княжеството влиза в Германския съюз и след 1871 г. е държава на Германската империя. Той купува територии в Южна Европа.
Княз Адолф II цу Шаумбург-Липе се отказва, като последен немски монарх, от трона си на 15 ноември 1918 г.
След Първата световна война Шаумбург-Липе става свободна държава във Ваймарската република.

## Владетели

### Графове
- 1647 – 1681: Филип I (1601 – 1681)
- 1681 – 1728: Фридрих Христиан (1655 – 1728)
- 1728 – 1748: Албрехт Волфганг (1699 – 1748)
- 1748 – 1777: Вилхелм (1724 – 1777)
- 1777 – 1787: Филип II Ернст (1723 – 1787)
- 1787 – 1807: Георг Вилхелм (под опекунството на майка му Юлиане ландграфиня фон Хесен-Филипстал и граф Йохан Лудвиг фон Валмоден-Гимборн)

### Князе
- 1807 – 1860: Георг Вилхелм (1784 – 1860)
- 1860 – 1893: Адолф I (1817 – 1893)
- 1893 – 1911: Георг (1846 – 1911)
- 1911 – 1918: Адолф II (1883 – 1936)